# Forma canónica
No campo da matemática, a forma canónica refere-se de forma geral à forma normal e clássica de representar uma dada relação.
Dizemos que uma equação diferencial parcial está na forma canónica quando ela está escrita na sua forma mais simples, ou seja, sem os termos de derivadas mistas. A ideia básica está em classificar e equação diferencial parcial quanto ao tipo, determinar as equações características e pelo processo de integração encontrar as curvas características, onde as constantes serão as coordenadas características. Utilizando a regra da cadeia para derivadas parciais determinamos as derivadas para as novas variáveis e fazendo a substituição na equação original chega-se, assim a forma canônica. Resumidamente, a forma canónica de, por exemplo, de um monómio, é a sua forma antes de ser resolvida.

## Equações
Suponhamos que as funções {\displaystyle A,\ B\ {\textrm {e}}\ C}  não são nulas. Então podemos escolher novas variáveis {\displaystyle \xi \ {\textrm {e}}\ \eta } de modo que os coeficiente {\displaystyle {\bar {A}}\ {\textrm {e}}\ {\bar {B}}} sejam nulos. Para isso devemos ter
{\displaystyle {\bar {A}}=A\left({\frac {\partial \xi }{\partial x}}\right)^{2}+B{\frac {\partial \xi \partial \xi }{\partial x\partial y}}+C\left({\frac {\partial \xi }{\partial y}}\right)^{2}\equiv 0;}
{\displaystyle {\bar {C}}=A\left({\frac {\partial \eta }{\partial x}}\right)^{2}+B{\frac {\partial \eta \partial \eta }{\partial x\partial y}}+C\left({\frac {\partial \eta }{\partial y}}\right)^{2}\equiv 0}
Notamos que as duas equações tem a mesma forma. Então, discutiremos  a equação 
{\displaystyle A\left({\frac {\partial \psi }{\partial x}}\right)^{2}+B{\frac {\partial \psi \partial \psi }{\partial x\partial y}}+C\left({\frac {\partial \psi }{\partial y}}\right)^{2}=0,}
onde  {\displaystyle \psi } representa ora, {\displaystyle \xi ,} ora {\displaystyle \eta }. Podemos ainda escrever a equação anterior na seguinte forma
{\displaystyle A\left({\frac {\partial \psi /\partial x}{\partial \psi /\partial y}}\right)^{2}+B{\frac {\partial \psi /\partial x}{\partial \psi /\partial y}}+C=0.}
Ao longo de uma curva {\displaystyle \psi =\ {\textrm {constante}}}  no plano {\displaystyle (x,y)} temos
{\displaystyle d\psi ={\frac {\partial \psi }{\partial x}}dx+{\frac {\partial \psi }{\partial y}}dy=0,}
de onde obtemos 
{\displaystyle {\frac {{\partial \psi }/{\partial x}}{\partial \psi /{\partial y}}}=-{\frac {dy}{dx}},}
com a qual nossa equação para {\displaystyle \psi } toma a forma
{\displaystyle A\left({\frac {dy}{dx}}\right)^{2}-B\left({\frac {dy}{dx}}\right)+C=0}
As raízes desta equação de segundo grau são
{\displaystyle {\frac {dy}{dx}}={\frac {1}{2A}}(B+{\sqrt {\Delta }})}
{\displaystyle {\frac {dy}{dx}}={\frac {1}{2A}}(B-{\sqrt {\Delta }}),}
onde  {\displaystyle \Delta =B^{2}-4AC.}
As duas equações de primeira ordem são chamadas equações características e as respectivas integrais são chamadas curvas características. Visto que tais equações são de primeira ordem elas admitem uma constante de integração cada uma.
Devemos notar ainda que se os coeficientes {\displaystyle A,\ B\ {\textrm {e}}\ C} são constantes as equações características levam a duas famílias de retas, e a equação é do mesmo tipo em todos os pontos de seu domínio, uma vez que {\displaystyle \Delta } também será constante.

### Equação do tipo hiperbólico
Se {\displaystyle \Delta >0} temos duas famílias distintas de curvas características e a equação diferencial original se reduz a
```

  

    

      

        

          

            

              

                
∂

                

                  
2

                

              

              
u

            

            

              
∂

              
ξ

              
∂

              
η

            

          

        

        
=

        

          
H

          

            
1

          

        

        

          
(

          

            
ξ

            
,

            
η

            
,

            
u

            
,

            

              

                

                  
∂

                  
u

                

                

                  
∂

                  
ξ

                

              

            

            
,

            

              

                

                  
∂

                  
u

                

                

                  
∂

                  
η

                

              

            

          

          
)

        

      

    

    
{\displaystyle {\frac {\partial ^{2}u}{\partial \xi \partial \eta }}=H_{1}\left(\xi ,\eta ,u,{\frac {\partial u}{\partial \xi }},{\frac {\partial u}{\partial \eta }}\right)}

  

```

onde {\displaystyle H_{1}={\bar {H}}/{\bar {B}},\ {\textrm {com}}\ {\bar {B}}\neq 0.}
Esta é a chamada primeira forma canônica da equação hiperbólica. Ao introduzirmos um segundo par de variáveis independentes
{\displaystyle \alpha =\xi +\eta ;\quad \beta =\xi -\eta }
obtemos a segunda forma canônica
```

  

    

      

        

          

            

              

                
∂

                

                  
2

                

              

              
u

            

            

              
∂

              

                
α

                

                  
2

                

              

            

          

        

        
−

        

          

            

              

                
∂

                

                  
2

                

              

              
u

            

            

              
∂

              

                
β

                

                  
2

                

              

            

          

        

        
=

        

          
H

          

            
2

          

        

        

          
(

          

            
α

            
,

            
β

            
,

            
u

            
,

            

              

                

                  
∂

                  
u

                

                

                  
∂

                  
α

                

              

            

            
,

            

              

                

                  
∂

                  
u

                

                

                  
∂

                  
β

                

              

            

          

          
)

        

      

    

    
{\displaystyle {\frac {\partial ^{2}u}{\partial \alpha ^{2}}}-{\frac {\partial ^{2}u}{\partial \beta ^{2}}}=H_{2}\left(\alpha ,\beta ,u,{\frac {\partial u}{\partial \alpha }},{\frac {\partial u}{\partial \beta }}\right)}

  

```

#### Exemplo
Reduza a forma canônica seguinte EDP
{\displaystyle {\frac {\partial ^{2}u}{\partial x^{2}}}-x^{2}{\frac {\partial ^{2}u}{\partial y^{2}}},\ {\textrm {com}}\ u\equiv u(x,y)}.  
Solução
(i) classificação: identificando os coeficientes {\displaystyle A,\ B\ {\textrm {e}}\ C} e calculando {\displaystyle \Delta } temos:
{\displaystyle A=1,\ B=0\ {\textrm {e}}\ C=-x^{2}\Rightarrow \Delta =B^{2}-4\cdot A\cdot C=-4\cdot 1\cdot (-x^{2})=4x^{2}.}

### Equação do tipo parabólico
Se o discriminante {\displaystyle \Delta =0} as  equações características são idênticas. Neste caso só existe uma família de curvas características, de onde obtemos somente uma curva integral {\displaystyle \xi ={\textrm {constante}}({\textrm {ou}}\ \eta ={\textrm {constante}})}. Logo a forma canônica para a equação do tipo parabólico e dada por.
```
 

  

    

      

        

          

            

              

                
∂

                

                  
2

                

              

              
u

            

            

              
∂

              

                
η

                

                  
2

                

              

            

          

        

        
=

        

          
H

          

            
3

          

        

        

          
(

          

            
ξ

            
,

            
η

            
,

            
u

            
,

            

              

                

                  
∂

                  
u

                

                

                  
∂

                  
ξ

                

              

            

            
,

            

              

                

                  
∂

                  
u

                

                

                  
∂

                  
η

                

              

            

          

          
)

        

        
 

        

          

            
para

          

        

        
 

        

          

            

              
C

              
¯

            

          

        

        
≠

        
0

        
 

        
 

        

          

            
e

          

        

        
 

        
 

        
ξ

        
=

        

          

            
constante

          

        

        
,

      

    

    
{\displaystyle {\frac {\partial ^{2}u}{\partial \eta ^{2}}}=H_{3}\left(\xi ,\eta ,u,{\frac {\partial u}{\partial \xi }},{\frac {\partial u}{\partial \eta }}\right)\ {\textrm {para}}\ {\bar {C}}\neq 0\ \ {\textrm {e}}\ \ \xi ={\textrm {constante}},}

  

```

Ou
```
  

  

    

      

        

          

            

              

                
∂

                

                  
2

                

              

              
u

            

            

              
∂

              

                
ξ

                

                  
2

                

              

            

          

        

        
=

        

          

            

              

                
H

                

                  
3

                

              

              
¯

            

          

        

        

          
(

          

            
ξ

            
,

            
η

            
,

            
u

            
,

            

              

                

                  
∂

                  
u

                

                

                  
∂

                  
ξ

                

              

            

            
,

            

              

                

                  
∂

                  
u

                

                

                  
∂

                  
η

                

              

            

          

          
)

        

        
 

        

          

            
para

          

        

        
 

        

          

            

              
A

              
¯

            

          

        

        
≠

        
0

        
 

        
 

        

          

            
e

          

        

        
 

        
 

        
η

        
=

        

          

            
constante

          

        

        
.

      

    

    
{\displaystyle {\frac {\partial ^{2}u}{\partial \xi ^{2}}}={\bar {H_{3}}}\left(\xi ,\eta ,u,{\frac {\partial u}{\partial \xi }},{\frac {\partial u}{\partial \eta }}\right)\ {\textrm {para}}\ {\bar {A}}\neq 0\ \ {\textrm {e}}\ \ \eta ={\textrm {constante}}.}

  

```

### Equação do tipo elíptico
Neste caso {\displaystyle \Delta <0,} e as curvas características não são reais. Entretanto, se os coeficientes {\displaystyle A,\ B\ {\textrm {e}}\ C} são funções analíticas podemos considerar a equação
{\displaystyle A\left({\frac {dy}{dx}}\right)^{2}-B\left({\frac {dy}{dx}}\right)+C=0,}
para os complexos {\displaystyle x\ {\textrm {e}}\ y}. Desde que {\displaystyle \xi \ {\textrm {e}}\ \eta } são complexos conjugados, podemos introduzir as variáveis reais
{\displaystyle \alpha ={\frac {\xi +\eta }{2}}\quad {\textrm {e}}\quad \beta ={\frac {\xi -\eta }{2i}},}
Depois de todas as transformações obtemos:
```

  

    

      

        

          

            

              

                
∂

                

                  
2

                

              

              
u

            

            

              
∂

              

                
α

                

                  
2

                

              

            

          

        

        
+

        

          

            

              

                
∂

                

                  
2

                

              

              
u

            

            

              
∂

              

                
β

                

                  
2

                

              

            

          

        

        
=

        

          
H

          

            
0

          

        

        

          
(

          

            
α

            
,

            
β

            
,

            
u

            
,

            

              

                

                  
∂

                  
u

                

                

                  
∂

                  
α

                

              

            

            
,

            

              

                

                  

                    
∂

                    

                      
2

                    

                  

                  
u

                

                

                  
∂

                  
β

                

              

            

          

          
)

        

        
,

        
 

        

          

            
com

          

        

        
 

        
u

        
≡

        
u

        
(

        
α

        
,

        
β

        
)

        
,

      

    

    
{\displaystyle {\frac {\partial ^{2}u}{\partial \alpha ^{2}}}+{\frac {\partial ^{2}u}{\partial \beta ^{2}}}=H_{0}\left(\alpha ,\beta ,u,{\frac {\partial u}{\partial \alpha }},{\frac {\partial ^{2}u}{\partial \beta }}\right),\ {\textrm {com}}\ u\equiv u(\alpha ,\beta ),}

  

```

que é chamada forma canônica da equação elíptica.

## Exemplos
- Forma canónica de Jordan
- Forma canónica da forma quadrática